# Tinja Sterndorff
Tinja Sterndorff (født 2. maj 1966) er en dansk skuespiller.
Sterndorff er uddannet fra Statens Teaterskole i 1994. Samme år blev hun skuespiller ved Gladsaxe Teater.

## Filmografi
- Skat - det er din tur (1997)
- Klinkevals (1999)
- Næste skridt (2006)

### Tv-serier
- TAXA (1997-1999)